# Lijst van voetbalinterlands Palestina - Saoedi-Arabië
Deze lijst van voetbalinterlands is een overzicht van alle officiële voetbalwedstrijden tussen de nationale teams van Palestina en Saoedi-Arabië. De landen speelden tot op heden negen keer tegen elkaar. De eerste ontmoeting, een wedstrijd tijdens de West-Aziatische Spelen 2005, werd gespeeld in Ar Rayyan (Qatar) op 3 december 2005. Het laatste duel, een vriendschappelijke wedstrijd, vond plaats op 9 januari 2024 in Al Wakrah (Qatar).

## Wedstrijden
| № | Plaats    | Datum           | Competitie                  | Wedstrijd                 | Uitslag |
| - | --------- | --------------- | --------------------------- | ------------------------- | ------- |
| 1 | Ar Rayyan | 3 december 2005 | West-Aziatische Spelen 2005 | Saoedi-Arabië – Palestina | 2 – 0   |
| 2 | Taif      | 28 juni 2012    | Arab Nations Cup 2012       | Saoedi-Arabië – Palestina | 2 – 2   |
| 3 | Dammam    | 6 november 2014 | Vriendschappelijk           | Saoedi-Arabië – Palestina | 2 – 0   |
| 4 | Dammam    | 11 juni 2015    | WK 2018 kwalificatie        | Saoedi-Arabië − Palestina | 3 − 2   |
| 5 | Amman     | 9 november 2015 | WK 2018 kwalificatie        | Palestina − Saoedi-Arabië | 0 − 0   |
| 6 | Ar-Ram    | 15 oktober 2019 | WK 2022 kwalificatie        | Palestina − Saoedi-Arabië | 0 − 0   |
| 7 | Riyad     | 30 maart 2021   | WK 2022 kwalificatie        | Saoedi-Arabië − Palestina | 5 − 0   |
| 8 | Ar Rayyan | 4 december 2021 | FIFA Arab Cup 2021          | Palestina − Saoedi-Arabië | 1 − 1   |
| 9 | Al Wakrah | 9 januari 2024  | Vriendschappelijk           | Saoedi-Arabië − Palestina | 0 − 0   |

## Samenvatting
| Competitie             | Totaal gespeeld | Winst Palestina | Gelijk | Winst Saoedi-Arabië | Doelsaldo Palestina – Saoedi-Arabië |
| ---------------------- | --------------- | --------------- | ------ | ------------------- | ----------------------------------- |
| WK-kwalificatie        | 4               | 0               | 2      | 2                   | 2 − 8                               |
| FIFA Arab Cup          | 1               | 0               | 1      | 0                   | 1 − 1                               |
| West-Aziatische Spelen | 1               | 0               | 0      | 1                   | 0 − 2                               |
| Arab Nations Cup       | 1               | 0               | 1      | 0                   | 2 − 2                               |
| Vriendschappelijk      | 2               | 0               | 1      | 1                   | 0 − 2                               |
| Totaal                 | 9               | 0               | 5      | 4                   | 5 − 15                              |

## Details

### Vierde ontmoeting
| WK 2018 kwalificatie (scheidsrechter Abdulrahman Al-Jassim, Dammam, 11 juni 2015): |              | |
| Saoedi-Arabië | 3 – 2        | Palestina |
| Yahya Al-Shehri 7' Mohammed Al-Sahlawi 46' Mohammed Al-Sahlawi 90+4' | goals        | 51' Pablo Tamburrini 90+1' Matias Jadue |
| Faisal Al-Baden | bondscoach   | Ahmed Al-Hassan |
| Khalid Sharahili Abdullah Al-Zoari Omar Hawsawi Shaye Ali Sharahili Yahya Al-Shehri Mohammed Al-Sahlawi Abdulmalek Al-Khaibri Hassan Muath Fallatah Taisir Al-Jassim 81' Osama Hawsawi Nawaf Al-Abid 69' | opstellingen | Tawfiq Abuhmmad Ahmed Harbi Mahajna 56' Ahmad Maher Wridat Tamer Salah Jaka Ihbeisheh Abdullah Jaber 70' Mahmoud Dhadha 80' Khader Youssef Abuhammad Pablo Tamburrini Mohammed Darwish Musab Battat |
| Abdulfattah Asiri 69' Hussain Al-Mogahwi 81' | wissels      | 56' Tamer Seyam 70' Matias Jadue 80' Sameh Marabaa |
| | gele kaarten | 31' Mohammed Darwish 67' Tamer Salah |

PFF · 
Bondscoaches · 
A-internationals · 
Palestijns vrouwenelftal
1953 – 1959 ·
1960 – 1969 ·
1970 – 1979 ·
1980 – 1989 ·
1990 – 1999 ·
2000 – 2009 ·
2010 – 2019 ·
2020 − 2029
Afghanistan ·
Australië ·
Azerbeidzjan ·
Bahrein ·
Bangladesh ·
Bhutan ·
Burundi ·
Cambodja ·
Chili · 
China ·
Comoren ·
Egypte ·
Filipijnen ·
Griekenland ·
Guam ·
Hongkong ·
India ·
Indonesië ·
Irak ·
Iran ·
Japan ·
Jemen ·
Jordanië ·
Kazachstan ·
Kirgizië ·
Koeweit ·
Libanon ·
Libië ·
Malediven ·
Maleisië ·
Marokko ·
Mauritanië ·
Mongolië ·
Myanmar ·
Nepal ·
Noord-Korea ·
Oezbekistan ·
Oman ·
Oost-Timor ·
Pakistan ·
Qatar ·
Saoedi-Arabië ·
Seychellen ·
Singapore ·
Soedan ·
Sri Lanka ·
Syrië ·
Tadzjikistan ·
Taiwan ·
Tanzania ·
Thailand · 
Turkmenistan ·
Verenigde Arabische Emiraten ·
Vietnam ·
Zuid-Korea
SAFF · A-internationals · Selecties · Bondscoaches · Statistieken · Saoedi-Arabisch vrouwenelftal · Saoedi-Arabië U21 · Saoedi-Arabië U20 · Saoedi-Arabië U19 · Saoedi-Arabië U18 · Saoedi-Arabië U17
1950 – 1959 · 
1960 – 1969 · 
1970 – 1979 · 
1980 – 1989 · 
1990 – 1999 · 
2000 – 2009 · 
2010 – 2019 ·
2020 − 2029
WK 1994 · 
WK 1998 · 
WK 2002 · 
WK 2006 · 
WK 2018
OS 1984 · 
OS 1996 · 
OS 2020
1957 · 
1958 · 1959 · 1960 · 
1961 · 
1962 · 
1963 · 
1964 · 1965 · 1966 · 
1967 · 
1968 · 
1969 · 
1970 · 
1971 · 
1972 · 
1973 · 
1974 · 
1975 · 
1976 · 
1977 · 
1978 · 
1979 · 
1980 · 
1981 · 
1982 · 
1983 · 
1984 · 
1985 · 
1986 · 
1987 · 
1988 · 
1989 · 
1990 · 
1991 · 
1992 · 
1993 · 
1994 · 
1995 · 
1996 · 
1997 · 
1998 · 
1999 · 
2000 · 
2001 · 
2002 · 
2003 · 
2004 · 
2005 · 
2006 · 
2007 · 
2008 · 
2009 · 
2010 · 
2011 · 
2012 · 
2013 ·
2014 ·
2015 ·
2016 ·
2017 ·
2018 ·
2019 ·
2020 ·
2021 ·
2022 ·
2023
Afghanistan · 
Albanië ·
Algerije · 
Angola · 
Argentinië · 
Australië · 
Azerbeidzjan · 
Bahrein · 
Bangladesh · 
België · 
Bhutan · 
Bolivia · 
Brazilië · 
Bulgarije · 
Cambodja ·
Canada · 
Chili · 
China · 
Colombia ·
Congo-Brazzaville · 
Congo-Kinshasa · 
Costa Rica · 
Cyprus · 
Denemarken · 
Duitsland · 
Ecuador ·
Egypte · 
Engeland · 
Equatoriaal-Guinea ·
Estland · 
Finland · 
Frankrijk · 
Gabon · 
Gambia ·
Georgië · 
Ghana · 
Griekenland ·
Honduras · 
Hongarije · 
Hongkong · 
Ierland · 
IJsland · 
India · 
Indonesië · 
Irak · 
Iran · 
Italië ·
Jamaica · 
Japan · 
Jemen · 
Jordanië · 
Kameroen · 
Kazachstan · 
Kirgizië · 
Koeweit · 
Kroatië ·
Laos ·
Letland ·
Libanon · 
Libië · 
Liechtenstein · 
Litouwen ·
Luxemburg · 
Macau ·  
Maleisië · 
Mali · 
Marokko · 
Mauritanië · 
Mexico · 
Moldavië ·
Mongolië · 
Namibië · 
Nederland · 
Nepal · 
Nieuw-Zeeland · 
Nigeria · 
Noord-Korea ·
Noord-Macedonië ·
Noorwegen ·
Oeganda · 
Oekraïne · 
Oezbekistan · 
Oman · 
Oost-Timor ·
Pakistan ·
Palestina · 
Panama ·
Paraguay · 
Peru ·
Polen · 
Portugal · 
Qatar · 
Rusland · 
Schotland · 
Senegal · 
Singapore · 
Slovenië · 
Slowakije · 
Soedan · 
Spanje · 
Sri Lanka · 
Syrië · 
Tadzjikistan · 
Taiwan · 
Tanzania · 
Thailand · 
Togo · 
Trinidad en Tobago · 
Tsjechië · 
Tunesië · 
Turkije · 
Turkmenistan · 
Uruguay · 
Venezuela · 
Verenigde Arabische Emiraten · 
Verenigde Staten · 
Vietnam · 
Wales · 
Wit-Rusland · 
Zambia ·
Zimbabwe ·
Zuid-Afrika · 
Zuid-Jemen · 
Zuid-Korea · 
Zweden
Argentinië (1992) · 
Argentinië (2022) · 
Egypte (2018) · 
Oekraïne (2006) · 
Rusland (2018) ·
Spanje (2006) ·
Tunesië (2006) ·
Uruguay (2018)